# Mofeta im. prof. Henryka Świdzińskiego
Mofeta im. prof. Henryka Świdzińskiego – mofeta na granicy wsi Jastrzębik i Złockie w województwie małopolskim, w powiecie nowosądeckim, w gminie Muszyna. Znajduje się na dnie Złockiego Potoku, tuż przy szosie z Jastrzębika do Złockiego. W Jastrzębiku jest więcej takich mofet. Ta uznana została za pomnik przyrody nieożywionej i nadano jej imię prof. Henryka Świdzińskiego, który ją odkrył w 1938 r. Gmina Muszyna udostępniła ją turystom, ze środków gminnych zamontowano tutaj tablice informacyjne, schodki i kładkę, oraz  obudowano dwa miejsca, w których z wody wydobywają się gazy („Bulgotka” i „Dychawka”).
Mofeta im. prof. Henryka Świdzińskiego jest największą i najwydajniejszą w Polsce (pod względem ilości wydobywającego się gazu). Ma powierzchnię ok. 25 m², a ilość wydobywającego się gazu szacuje się na około 10 m³ na minutę. Gaz wydobywa się w tym miejscu stale w postaci bąbelków. Składa się on głównie z dwutlenku węgla (95%), poza tym jest to azot (3,87%), metan (0,67%) i tlen (0,21%). Dwutlenek węgla (CO2) wydobywa się z bardzo dużych głębokości. Przenikając przez wodę nasyca ją, tworząc liczne w Jastrzębiku źródła wód mineralnych (m.in. źródło św. Łukasza), a w niektórych miejscach tworzy mofety. Rdzawy kolor wody pochodzi od koloidalnego osadu, powstającego w wyniku hydrolizy węglanu żelaza, przy udziale bakterii żelazowych.
Nad mofetą giną owady, ptaki, były nawet przypadki padania owiec. Dwutlenek węgla jest cięższy od powietrza, gromadzi się więc przy ziemi. Jeśli nie rozwieje go wiatr, zabija wszystkie unoszące się nad mofetą owady. Dwutlenek węgla wydobywa się nie tylko w mofetach, ale i w wielu innych miejscach w Jastrzębiku i okolicach. Dawniej gromadzący się w piwnicach gaz był zmorą mieszkańców tych okolic. Zdarzył się przypadek śmiertelnego zaduszenia właścicielki w jednej z takich piwniczek oraz człowieka kopiącego studnię. Obecnie nie zdarza się to, gdyż piwnice są betonowe i uszczelnione.
|  |  |  |